# Galerina marginata
Galerina marginata és una espècie de fong agarical de la família de les himenogastràcies (Hymenogastraceae). Produeix bolets petits que creix damunt de soques i branques mortes de pi.

## Descripció
Té un barret de 3 cm com a màxim, convex quan surt i aplanat quan creix, amb un mamelló central. El peu, molt prim, s'aixeca uns 3 o 4 cm i porta un petit anell membranós. Tot el bolet és d'un ocre o groc viu molt bonic que s'enfosqueix quan s'asseca. Té làmines fines i cenyides, adossades al peu. La carn, molt minsa, és de color grogós i fa una feble olor de farina.

## Hàbitat
Viu damunt de la fusta de pi blanc, a terra baixa i de pi roig i pi negre, a la muntanya mitjana.

## Comestibilitat
És verinós i mortal.